# Carauari Airport
Carauari Airport är en flygplats i Brasilien.   Den ligger i kommunen Carauari och delstaten Amazonas, i den västra delen av landet, 2 400 km nordväst om huvudstaden Brasília. Carauari Airport ligger 80 meter över havet.
Terrängen runt Carauari Airport är platt. Närmaste större samhälle är Carauari, 1,3 km söder om Carauari Airport.
I omgivningarna runt Carauari Airport växer i huvudsak städsegrön lövskog. Trakten runt Carauari Airport är nära nog obefolkad, med mindre än två invånare per kvadratkilometer.